# Ocyptamus pullus
Ocyptamus pullus är en tvåvingeart som först beskrevs av Sack 1921.  Ocyptamus pullus ingår i släktet Ocyptamus och familjen blomflugor.
Artens utbredningsområde är Paraguay. Inga underarter finns listade i Catalogue of Life.